# Bundesamt für Verfassungsschutz

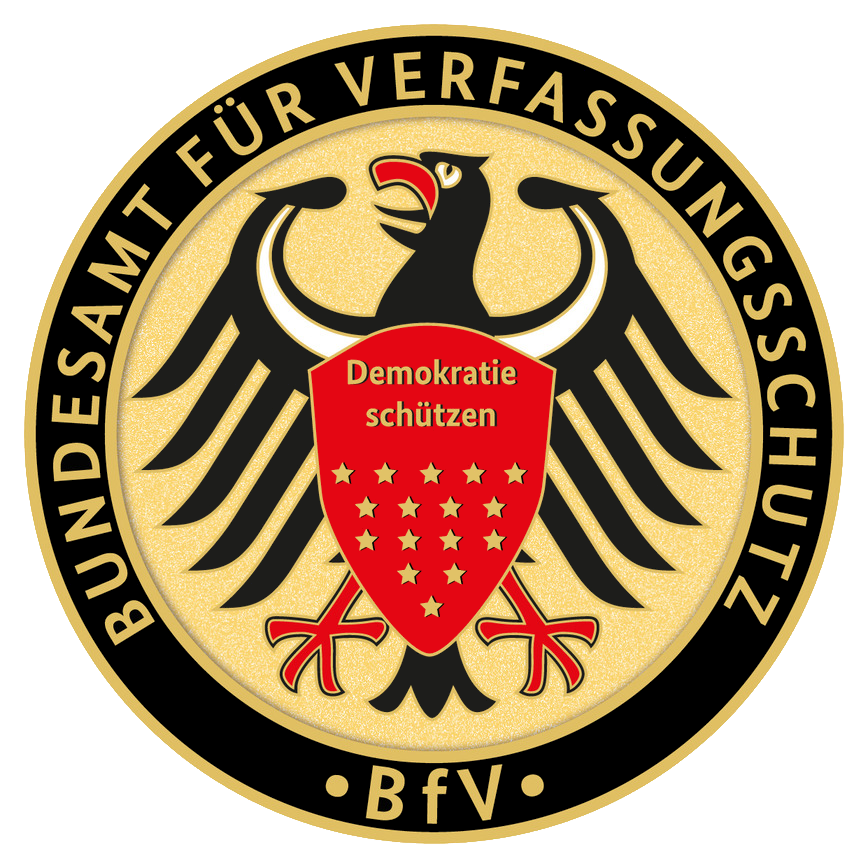
Zeitweise verwendetes Emblem des Bundesamtes für Verfassungsschutz

Das Bundesamt für Verfassungsschutz (kurz BfV) ist ein deutscher Inlandsnachrichtendienst, dessen wichtigste Aufgabe die Sammlung und Auswertung von Informationen über Bestrebungen gegen die freiheitliche demokratische Grundordnung und die Spionageabwehr ist (§ 3 Abs. 1 BVerfSchG). Das Amt darf nachrichtendienstliche Mittel anwenden (§ 8 Abs. 2 Satz BVerfSchG), verfügt aber über keine polizeilichen Vollzugsbefugnisse.
Zusammen mit dem Bundesnachrichtendienst (BND) und dem Militärischen Abschirmdienst (MAD) gehört der Bundesverfassungsschutz zu den drei Nachrichtendiensten des Bundes.
Das BfV ist dem Bundesministerium des Innern (BMI) nachgeordnet, untersteht dessen Dienst- sowie Fachaufsicht und wird vom Präsidenten des BfV geleitet. Aufgaben und Befugnisse sowie die Zusammenarbeit mit den Landesbehörden für Verfassungsschutz (LfV) sind im Bundesverfassungsschutzgesetz (BVerfSchG) geregelt. Die Landesbehörden sind kein Teil des BfV und diesem nicht nachgeordnet.
Das BfV ermittelt gemäß § 5 Abs. 2 BVerfSchG bei gegen den Bund gerichteten oder länderübergreifenden Bestrebungen und Tätigkeiten (siehe Auftrag), bei Sachverhalten mit außenpolitischer Bedeutsamkeit oder auf Ersuchen einer der 16 Landesbehörden für Verfassungsschutz, die als Landesämter oder Abteilungen des Innenministeriums nicht dem BfV, sondern – wie die Landespolizeien – dem jeweiligen Innenminister des betreffenden Bundeslandes unterstehen. Der Bund hat Weisungsrechte gegenüber den Ländern in Angelegenheiten des Verfassungsschutzes, wenn ein Angriff auf die „verfassungsmäßige Ordnung des Bundes erfolgt“ (§ 7 BVerfSchG).

## Geschichte

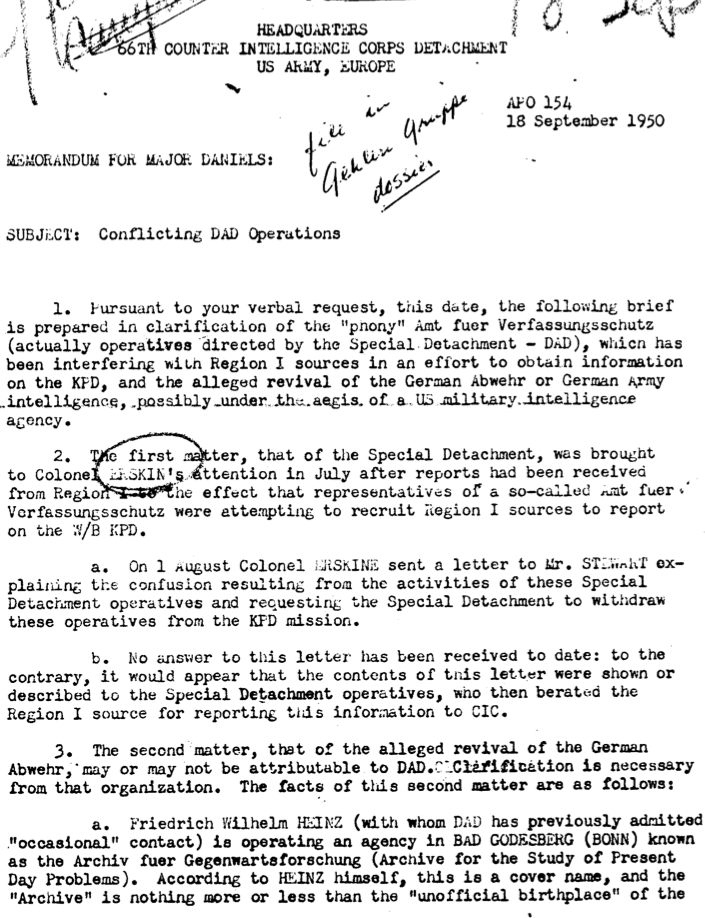
Bericht über das im Auftrag der US-Army arbeitende „Amt für Verfassungsschutz“ vom September 1950

Ein indirekter Vorläufer des Bundesamtes war in der Weimarer Republik der Reichskommissar für Überwachung der öffentlichen Ordnung, der von 1920 bis 1929 existierte und ebenfalls über keine polizeilichen Befugnisse verfügte, sondern die Nachrichtengewinnung über verfassungsfeindliche Bestrebungen im Deutschen Reich koordinierte.
Das Grundkonzept für die spätere Behörde legten die westalliierten Besatzungsmächte im Polizeibrief an den Parlamentarischen Rat vom 14. April 1949 fest. Dieser genehmigte der in Gründung befindlichen Bundesrepublik einen Nachrichtendienst, machte aber die Vorgabe, dass dieser keine „Polizeibefugnisse“ haben dürfe. Damit sollte eine mit der Geheimen Staatspolizei vergleichbare Machtfülle verhindert werden.
Das Bundesamt für Verfassungsschutz wurde am 7. November 1950 durch die Initiative der Alliierten Hohen Kommissare John Jay McCloy, Ivone Kirkpatrick und André François-Poncet aufgrund des Bundesverfassungsschutzgesetzes vom 27. September 1950 gegründet. Sein erster Standort war in einem angemieteten Gebäude in Köln in der Straße „Unter Sachsenhausen“ unweit des Hauptbahnhofs. Bereits vorher betrieb die United States Army in Deutschland eine Tarneinrichtung namens „Amt für Verfassungsschutz“, deren Agenten unter anderem die Aufgabe hatten, Informationen über die 1945 wieder zugelassene KPD zu sammeln. Der Aufbau in der Gründungsphase wurde von den Sicherheitsdirektoren der Hohen Kommissare bis in Details gelenkt, um sicherzugehen, dass keine neue Gestapo entstehen könnte. Dies blieb weiter ein zentrales Leitmotiv für die organisatorische Entwicklung des Bundesamts. Darüber hinaus bestimmten die Alliierten nicht nur den ersten Präsidenten des Bundesamts, Otto John, aus den Vorschlägen der Bundesregierung, sondern kontrollierten und genehmigten die Einstellung des Personals, so dass ehemalige Angehörige der verbrecherischen NS-Organisationen Gestapo, SS und SD des Reichssicherheitshauptamts dort zunächst nicht offiziell beschäftigt wurden. Durch Unterstützung von Funktionären wie Richard Gerken konnten jedoch hochrangige Mitglieder der NS-Diktatur wieder in Ämter des Geheimdienstes gehoben werden.
Bis 1955 stand die Behörde unter Aufsicht der Alliierten. Die Befugnisse und die Arbeitsweise des Amtes entsprachen den Vorgaben des Polizeibriefes der Alliierten vom 14. April 1949; dieser erlaubte die Einrichtung einer „Stelle zur Sammlung und Verbreitung von Auskünften über umstürzlerische, gegen die Bundesregierung gerichtete Tätigkeiten“. Grundlage der Tätigkeit sollte von Anfang an das Sammeln von Nachrichten ohne polizeiliche Exekutivbefugnisse sein. Diese Trennung geheimdienstlicher und polizeilicher Tätigkeiten (sog. Trennungsgebot, vgl. § 2 Abs. 1 Satz 2 BVerfSchG) ist eine Reaktion auf die Erfahrungen mit der Geheimen Staatspolizei als politischer Polizei. Zwischen 1961 und 1964 hat das BfV rund 4600 Fallbearbeitungen im Bereich Spionageabwehr durchgeführt.
1964 unterhielt es mehrere Außenstellen. Die drei „Vorprüfstellen“ in Berlin, Gießen und Zirndorf bei Nürnberg wurden 1951/52 errichtet und dienten unter anderem der Befragung von Flüchtlingen aus Osteuropa. Die vier „Bundesnachrichtenstellen“ (BUNAST) in Lübeck, Hannover, Kassel und Bayreuth entstanden zum 1. September 1952 (Bayreuth 1953). Ihre Tätigkeit war das Schleusen von Agenten, das Befragen von Flüchtlingen, Grenzgängern, interessanten Personen, das Gewinnen von V-Leuten und die Zusammenarbeit mit Bundeszollverwaltung und Bundesgrenzschutz. Die 1953 eingerichteten „Küstennachrichtenstelle“ (KÜNAST) in Hamburg (als Institut für Nautik getarnt im Maienweg 77a im Stadtteil Alsterdorf) mit Stadtbüros in Bremen und Kiel führte nachrichtendienstliche Tätigkeiten gegen gegnerische Infiltration auf dem Seeweg sowie gegen Vertretungen östlicher Länder (Legalresidenturen), Unternehmen und Personen durch. Verbindungsstellen zu US-Nachrichtendiensten hatten koordinierende Funktion und dienten dem Informationsaustausch. Die Außenstelle in Frankfurt am Main wurde 1958 eröffnet und diente der Überwachung östlicher Legalresidenturen, Unternehmen und Personen. Das 1962 in Oberursel eingerichtete „Stadtbüro Oskar“ war zuständig für Befragung von Flüchtlingen, Angehörigen gegnerischer Dienste und wichtigen politischen Funktionären der DDR sowie der Gewinnung von Personen für die westlichen Nachrichtendienste. Die Observations- und Ermittlungsgruppen in Köln und Bad Godesberg dienten schließlich der Überwachung und Ermittlung im Bereich des Linksextremismus, der Spionage und Sabotage.
Trotz dieser organisatorischen Abgrenzung gab es starke personelle Kontinuitäten; bis zum Ende der alliierten Aufsicht 1955 waren viele ehemalige Mitarbeiter der Gestapo als freie Mitarbeiter oder in Tarnfirmen beschäftigt, danach auch regulär im Amt. Daneben wuchs eine jüngere Generation juristisch geschulter Mitarbeiter heran, denen die Methoden der „alten Hasen“ suspekt waren. 1963 wurden noch 16 Mitarbeiter als ehemalige Mitglieder von Gestapo, SS oder SD ermittelt. Den Alliierten war dies bekannt, es war ihnen im antikommunistischen Kampf des Kalten Krieges aber nicht mehr wichtig. Sie wurden in andere Ämter versetzt. Danach war der Öffentlichkeit die Mitgliedschaft in der NSDAP zunehmend suspekt für eine leitende Tätigkeit, sodass der Behördenleiter Hubert Schrübbers 1972 in den vorzeitigen Ruhestand versetzt wurde. Mit der Neuen Linken differenzierte sich das Feld der zu beobachtenden Verfassungsgegner, insbesondere durch den Linksterrorismus der RAF seit 1968 sowie den internationalen Terrorismus, der in Deutschland seit dem Attentat an den Olympischen Spielen 1972 spürbar wurde.
Der damalige Präsident des Amtes, Heinz Fromm, berief 2009 eine Kommission ein, die diese Vergangenheit und weitere Bezüge des Amtes zur NS-Zeit auf Grundlage der Archivdaten detailliert aufklären sollte. Die Kommission nahm erst im November 2011 ihre Arbeit auf. Am 1. Oktober 2013 wurden ein erstes Zwischenergebnis veröffentlicht, bei dem die verantwortlichen Bochumer Historiker Constantin Goschler und Michael Wala einen „durch vielerlei Umstände stark reduzierte[n] Quellenbestand“ feststellten. Durch Auswertung von Impflisten, Dokumenten von Personalratswahlen sei eine Personaldatenbank mit etwa 1500 Namen erstellt worden. Bei 13 % aller BfV-Mitarbeiter sei ein NS-Hintergrund feststellbar gewesen.
Das Bundesamt für Verfassungsschutz richtete am 22. November 2016 das Sammelbeobachtungsobjekt „Reichsbürger und Selbstverwalter“ ein. Bereits vor diesem Zeitpunkt erfolgte im Einzelfall eine Beobachtung verfassungsschutzrelevanter Bestrebungen. Seit der Einrichtung dieses Sammelbeobachtungsobjektes werden „Reichsbürger und Selbstverwalter“ als eigenständiger Phänomenbereich bearbeitet.
Am 5. November 2018 bat Bundesminister Horst Seehofer den Bundespräsidenten Frank-Walter Steinmeier, den damaligen Präsidenten des Bundesamts für Verfassungsschutz Hans-Georg Maaßen mit sofortiger Wirkung in den einstweiligen Ruhestand zu versetzen, was am 8. November 2018 erfolgte. Dem vorausgegangen waren zahlreiche umstrittene Äußerungen des Präsidenten (z. B. die Relativierung der Bedeutung rechtsextremer Kräfte oder die Behauptung, bei den Ausschreitungen in Chemnitz 2018 habe es keine Hetzjagden gegeben). Nachfolger wurde der vorherige Vizepräsident Thomas Haldenwang.
Das Bundesamt für Verfassungsschutz hat im April 2021 einen neuen Phänomenbereich „Verfassungsschutzrelevante Delegitimierung des Staates“ und innerhalb dieses Bereichs ein bundesweites Sammelbeobachtungsobjekt „Demokratiefeindliche und/oder sicherheitsgefährdende Delegitimierung des Staates“ eingerichtet, dem die diesbezüglich relevanten Akteure zugeordnet und nachrichtendienstlich bearbeitet werden; in erster Linie die sogenannte Querdenken-Bewegung. Das Sammelbeobachtungsobjekt ermöglicht sowohl eine Bearbeitung als Verdachtsfall als auch als erwiesen extremistische Bestrebung. Gegen diese Kategorie wurde von Rechtswissenschaftler Dietrich Murswiek der Vorwurf erhoben, es würde „Kritik an der Regierung mit Kritik am Demokratie- und am Rechtsstaatsprinzip“ verwechselt. Er stellte fest: „Das Konzept ‚verfassungsschutzrelevante Delegitimierung des Staates‘ hat einen berechtigten Kern.“ Er schlägt vor: „Wenn sich extremistische Bestrebungen nicht in die überkommenen Kategorien einordnen lassen, ist es sinnvoller, sie als ‚Sonstige‘ zu erfassen und innerhalb dieser Auffangkategorie konkreter zu beschreiben.“

## Auftrag
Allgemeiner Auftrag: Eine Voraussetzung für die Abwehr von Gefahren, die von Feinden der freiheitlichen demokratischen Grundordnung ausgehen, ist eine umfassende Information der staatlichen Organe und der Öffentlichkeit über verfassungsfeindliche Bestrebungen und Entwicklungen, mit dem Ziel, die Werte der Grundordnung zu verteidigen.:S. 14 Dem BfV fällt dabei die Aufgabe eines Frühwarnsystems zu.:S. 15 f.
Die konkreten Aufgaben des Bundesamtes für Verfassungsschutz ergeben sich aus § 3 BVerfSchG (Aufgaben des Verfassungsschutzes) in Verbindung mit § 5 BVerfSchG (Abgrenzung zwischen Bund und Ländern):

### 1. Wehrhafte Demokratie
Eine wesentliche Aufgabe des Bundesamtes für Verfassungsschutz ist das Sammeln und Auswerten von Informationen, beispielsweise sach- oder personenbezogenen Auskünften, Nachrichten oder Unterlagen über Bestrebungen, die gegen die freiheitliche demokratische Grundordnung gerichtet sind. Es ist also eingebunden in das Konzept der Wehrhaften Demokratie, nach dem ein „Frühwarnsystem“ eingerichtet wird, um Gefährdungen bereits „im Vorfeld einer konkreten Gefahr zu erkennen, um hierauf politisch und/oder rechtlich rechtzeitig reagieren zu können.“
Hierzu gehören unter anderem politische oder gewalttätige Aktivitäten, die aufgrund ihrer antidemokratischen Einstellungen bzw. Absichten die Sicherheit bzw. den Bestand der Bundesrepublik Deutschland gefährden, wie extrem links beziehungsweise rechts gerichtete Parteien und Organisationen oder terroristische Vereinigungen. So stehen beispielsweise die als rechtsextrem eingestufte NPD, die als linksextrem eingestufte Deutsche Kommunistische Partei oder das Terrornetzwerk Al-Qaida aufgrund von als verfassungsfeindlich oder terroristisch eingestuften Aktivitäten unter Beobachtung des Bundesamtes für Verfassungsschutz.
Das Zentrum für Informations- und Kommunikationstechnik der Bundespolizei unterstützt das BfV gemäß § 10 Bundespolizeigesetz auf dem Gebiet der Funktechnik.
Im Jahr 2008 forderten die Leiter der Verfassungsschutzbehörden gezielt die strategische Überwachung von relevanten Internet-Knoten (wie z. B. dem DE-CIX).

### 2. Spionageabwehr
Gesetzlicher Auftrag des BfV ist die Aufklärung von „sicherheitsgefährdenden oder geheimdienstlichen Tätigkeiten […] für eine fremde Macht“ (§ 3 Abs. 1 Nr. 2 BVerfSchG), d. h. die Spionage- und Sabotageabwehr im Inland. Dazu klärt das BfV Tätigkeiten fremder Nachrichtendienste auf, um Spionageaktivitäten und Sabotagemaßnahmen gegen politische und öffentliche Institutionen (z. B. politische Parteien oder Regierungsbehörden) oder Wirtschaftsunternehmen zu verhindern. Hierzu gehört auch die Aufdeckung von illegalen Geschäften oder Know-how-Abflüssen, die der Weiterverbreitung von atomaren, biologischen oder chemischen Waffen dienen könnten.
Entsprechende Aktivitäten, die im Ausland stattfinden, werden hingegen vom Bundesnachrichtendienst beobachtet.
Die Abwehr von Spionage im Bereich der Bundeswehr bzw. des Geschäftsbereichs des Bundesministeriums der Verteidigung (§ 1 Abs. 1 MADG) ist Aufgabe des Militärischen Abschirmdienstes (MAD).
Im Bereich der Spionageabwehr unterscheidet das BfV zwischen A-, B- und C-Staaten. Die A-Staaten werden besonders intensiv bearbeitet. Zu diesen zählten 2022 Russland, China, die Türkei, der Iran und Nordkorea. Bei den B-Staaten, 21 im Jahr 2022, erfolgt keine dauerhafte Beobachtung, sondern die Bearbeitung einzelner Verdachtsfälle. Bei den C-Staaten, 172 im Jahr 2022, werden grundsätzlich keine nachrichtendienstlichen Mittel angewendet. Eine Verdachtsfallbearbeitung ist in jeder Kategorie möglich. Noch heute beschäftigt sich die Spionageabwehr des BfV mit jenen ehemaligen Angehörigen des Ministeriums für Staatssicherheit der Deutschen Demokratischen Republik, die weiterhin nachrichtendienstlich tätig sind; meist im russischen Auftrag. Seit 2015 wächst die für Spionageabwehr zuständige Abteilung 4 auf, in der später auch die Zuständigkeit für Cyberabwehr aufgehängt wurde. Wenige Wochen nach Beginn des Ukrainekrieges 2022 beantragte das Amt weitere 50 (Plan-)Stellen für die Abteilung 4.

### 3. Geheim- und Wirtschaftsschutz
Ein weiteres Aufgabengebiet des Bundesamtes für Verfassungsschutz ist der Geheim- und Wirtschaftsschutz. Bezogen auf die Arbeit des BfV sind hierunter Vorschriften und Handlungsanweisungen bzw. -empfehlungen zu verstehen, die den Schutz von Verschlusssachen des Staates und der von ihm beauftragten Industrie (Geheimschutz) bzw. von Geschäftsgeheimnissen (Wirtschaftsschutz) vor unbefugtem Zugriff gewährleisten sollen. Das BfV bietet hierzu Publikationen im Internet sowie Beratungen von Wirtschaftsunternehmen an. Zudem führt das BfV Sicherheitsüberprüfungen für Personal in geheimschutzbetreuten Bereichen von Wirtschaftsunternehmen durch. Die Informationsvermittlung zwischen dem BfV und der Wirtschaft wird seit 2008 im „Ressortkreis Wirtschaftsschutz“ von der Arbeitsgemeinschaft für Sicherheit der Wirtschaft übernommen.

## Standorte
Sitz des BfV ist in Köln, eine Außenstelle befindet sich in Berlin.

### Köln
Am Hauptsitz Köln verfügt das BfV über eine 1989 fertiggestellte Liegenschaft im Stadtteil Volkhoven/Weiler im Stadtbezirk Köln-Chorweiler. Zuvor war es seit seiner Gründung über mehrere Liegenschaften in Köln verteilt, unter anderem im Geschäftshaus Unter Sachsenhausen 33 und ab 1954 in der Barthelstraße 74, Ecke Innere Kanalstraße. Daneben ließ das BfV einen Neubau mit der Anschrift Barthelstraße 75 errichten sowie ein Wohnhaus in der Barthelstraße 77. Von 1957 bis 1989 befand sich im Gebäude Kaiser-Wilhelm-Ring 46 die Abteilung V (Geheimschutz). In Gebäude der ehemaligen Colonia-Lebensversicherung in der Merlostraße 10–14 waren verschiedene Organisationseinheiten untergebracht, darunter zur Spionageabwehr und Postüberwachung, ein Verbindungsbüro eines türkischen Nachrichtendienstes sowie das Interservice Coordination Detachment (IRCD), eine Gemeinschaftseinrichtung von BfV, BND, MAD, CIA und DIA. Im Möbelhaus May, Richmodstraße/Ecke Zeppelinstraße, war eine Büroetage angemietet. Ein weiteres Dienstgebäude befand sich in der Brückenstraße, Ecke Ludwigstraße. Von den 1960er bis 1980er Jahren waren Büro-Räume in verschiedenen Gebäuden in der Eulenberg- und Vogelsangerstraße 1–3 angemietet für die Unterbringung der operativ tätigen Teile von Abteilung VI einschließlich der Verbindungsstelle des Türkischen Dienstes sowie Büro-Räume in den Gebäuden Kaiser-Wilhelm-Ring 40, Ebertplatz 11, Probsteigasse 12–18 und Aachener Straße 196. Im Kaiser-Wilhelm-Ring 18 war unter der Legende Büro für Verkehr und Technik in den 1970er und 1980er Jahren Organisationsbereiche untergebracht, die zuständig waren für Spionageabwehr, Observation, Ermittlungen und Technik. Das Gebäude Stuppstraße 13 gehörte bis etwa 1980 zur Schule für Verfassungsschutz. Auch die Neusser Straße 159 in Köln-Nippes gehörte zum BfV, wo in den oberen Etagen die Referatsgruppe IV B Spionageabwehr Nachrichtendienste der DDR mit rund 80 Mitarbeitern war. Nachdem der Referatsgruppenleiter Hansjoachim Tiedge 1985 übergelaufen und die Liegenschaft spätestens dann gegenüber der DDR enttarnt war, wurde die Referatsgruppe zügig verlegt und wird heute von der Generalzolldirektion genutzt. In der Sibille-Hartmann-Straße in Köln-Zollstock war in den 1980er Jahren die Sprachverschlüsselungsanlage ELCROVOX eingerichtet. Ein gemeinsames Büro des BND unter Einbeziehung des BfV und des MAD bestand in der vierten Etage des Gebäudes Barbarossaplatz 4 unter der Legende Erfassungsstelle für Industriebeteiligungen.

### Berlin
Nach der Wiedervereinigung waren zunächst in Berlin mehrere Außenstellen in der Stadt verstreut. Diese sollten auf dem Kasernengelände Am Treptower Park zusammengelegt werden, wozu für das Bundesamt von 2002 bis 2004 für rund 20 Millionen Euro ein Büroneubau mit 3600 Quadratmetern Nutzfläche errichtet wurde. Auf dem Gelände wurde zudem von 2006 bis 2009 für rund 19,6 Millionen Euro das Gebäude C und für rund neun Millionen Euro das Gebäude G, beide ursprünglich für das Bundeskriminalamt vorgesehen war, für das BfV hergerichtet. Das 1903 als Feldfahrzeug-, Kammer- und Depotgebäude für das Telegraphen-Bataillon Nr. 1 errichtete Gebäude C bietet rund 3000 Quadratmeter Nutzfläche. Das H-förmige Gebäude G mit zwei dreigeschossigen Querflügeln und einen eingeschossigen Mitteltrakt wurde von 1901 bis 1904 erbaut und bietet 1000 Quadratmeter Nutzfläche. Bis 2009 sollte die Abteilung 6 (Islamismus und islamistischer Terrorismus) dorthin zuziehen, was, für einen Nachrichtendienst bemerkenswert, zu öffentlichen Protesten von Mitarbeitern des BfV führte.

## Beobachtungsbereiche

### Politisch motivierter Kriminalität (PMK)
Im Rahmen seiner Aufgabenstellung befasst sich das Bundesamt für Verfassungsschutz auch mit der Entwicklung der Politisch motivierten Kriminalität (PMK). Im Jahr 2024 wurden hier durch die Polizei insgesamt 84.172 politisch motivierte Straftaten gemeldet, wobei 4.107 Straftaten (4,9 Prozent) der politisch motivierten Gewaltkriminalität zuzuordnen waren.:S. 25
Im Bereich der PMK kann zwischen „echten“ Staatsschutzdelikten, bei denen sich die politische Motivation bereits aus dem Straftatbestand ergibt (wie Verbreiten von Propagandamitteln verfassungswidriger und terroristischer Organisationen nach § 86a StGB) und „unechten“ Staatsschutzdelikten, bei denen sich die politische Motivation allein aus der Tat ergibt (wie Körperverletzung nach § 223 StGB mit politischem Motiv), unterschieden werden.
Indes werden nicht alle politisch motivierten Straftaten auch gleichzeitig als extremistisch eingestuft und fallen damit im engeren Sinne in den Aufgabenbereich des Verfassungsschutzes.:S. 26 So wurden 2024 lediglich 57.701 aller politisch motivierten Straftaten (68,6 Prozent) und 2.976 aller Gewaltdelikte (72,4 Prozent) als extremistisch eingestuft.:26
Von den insgesamt als extremistisch eingestuften 57.701 Straftaten wurden 37.835 Fälle als rechtsmotiviert (65,5 Prozent), 5.857 Fälle als linksmotiviert (10,1 Prozent), 1.694 Fälle als durch religiöse Ideologie (2,9 Prozent) und 4.534 Fälle als durch ausländische Ideologie motiviert (7,8 Prozent) eingeordnet. 7.781 Delikte (13,4 Prozent) konnten keinem Phänomenbereich zugeordnet werden.:S. 25 Von den 37.835 rechtsmotivierten Straftaten handelte es sich bei 24.177 Fällen (63,9 Prozent) um sogenannte Propagandadelikte wie das Verwenden von Hakenkreuzen oder das Zeigen des Hitlergrußes.:S. 26

### Beobachtungsobjekte
Beispiele für Personengruppen, von denen einzelne Mitglieder vom BfV und angeschlossenen Organisationen befragt oder beobachtet wurden oder werden, sind:
- Personen aus dem rechtsextremistischen Spektrum zugeordneten Vereinigungen Alternative für Deutschland, Der Flügel, Junge Alternative, NPD (NPD-Verbotsverfahren), Junge Nationalisten (JN), Ring Nationaler Frauen (RNF), DS-Verlag, Die Rechte, Der III. Weg, NSU, DVU, Freie Kameradschaften oder ihnen Nahestehende
- Personen aus Parteien und Organisationen des linksextremistischen Spektrums, darunter Teile der Partei Die Linke, darunter früher auch Landtags- und Bundestagsabgeordnete; außerdem die KPD, die DKP, die MLPD, die RAF, die FDJ, die TKP/ML, die Freie Arbeiterinnen- und Arbeiter-Union, die Anarchosyndikalistische Gewerkschaft Deutschlands und andere, sowie Autonome Gruppen
- Islamisch-fundamentalistische und islamistische Organisationen ICCB (Kaplanverband), Millî Görüş, IS, al-Qaida (und Derivate), Hamas, Jihad-Schauplätze, Türkische Hizbullah, Muslimbruderschaft und andere
- Personen der PKK, der Revolutionären Volksbefreiungsfront (DHKP-C), Türkischer Rechtsextremismus wie die Ülkücü-Bewegung und andere extremistische Gruppen
- Cyberangriffsgruppen
- Nachrichten- und Sicherheitsdienste der Russischen Föderation, der VR China, der Islamischen Republik Iran, der Türkei und sonstiger in Deutschland aktiver Staaten
- Scientology
- Flüchtlinge aus dem Ostblock, da östliche Geheimdienste Agenten unter die per Ausreiseantrag aus der DDR ausgewanderten Personen einschleusten, u. a. zum Zweck der Ausspähung westlicher Geheimnisträger (Günter Guillaume).
- Politiker der ehemaligen DDR und anderer sozialistischer Staaten (Abhöraktionen, Analysen).

## Tätigkeit und Methodik
Die nachrichtendienstliche Aufklärung dient primär der Information der Regierungen von Bund und Ländern sowie der Öffentlichkeit, die jeweils aus den Erkenntnissen politische Folgerungen ziehen müssen.
Voraussetzung für eine Beobachtung durch den Verfassungsschutz ist das Vorliegen tatsächlicher Anhaltspunkte, also „ein hinreichend gewichtiger Verdacht verfassungsfeindlicher Bestrebungen“ (BVerwGE 114, 258 [268]). Diese Feststellung ist durch den Beobachteten gerichtlich kontrollierbar. Um die Grundlage für eine Beobachtung gerichtsfest zu legen, muss der Verfassungsschutz die Möglichkeit haben, eine Prüfung vorzunehmen. Hierzu kommt nur die Auswertung öffentlich zugänglicher Quellen in Betracht, was bei öffentlichen Kommunikationsinhalten noch nicht grundrechtsrelevant ist. Das BfV spricht in diesem Stadium von einem „Prüffall“.
Wenn die Prüfung einen Verdacht auf verfassungsfeindliche Bestrebungen ergibt, leitet das Bundesamt einen „Verdachtsfall“ ein. Jetzt darf das BfV personenbezogene Daten erheben und eine Aufklärung mittels einzelner nachrichtendienstlicher Mittel vornehmen. Dazu gehören insbesondere der Einsatz von Beobachtern, die gezielt Veranstaltungen besuchen. Verdeckte Mitarbeiter oder die Kommunikationsüberwachung ist in diesem Fall nicht zulässig, wenn nicht weitere Voraussetzungen erfüllt werden.
Das BfV verwendet zusammen mit den Landesbehörden für Verfassungsschutz ein Computersystem mit dem Namen NADIS zur Speicherung von personenbezogenen Daten.
Zur Sammlung von Informationen bedient sich das Bundesamt für Verfassungsschutz verschiedener Möglichkeiten:

### Öffentliche Quellen
Den größten Teil seiner Informationen bezieht das Bundesamt für Verfassungsschutz aus öffentlichen Quellen, wie Zeitungen, Fernsehen, dem Internet, Flugblättern und ähnlichem. Zudem besuchen Mitarbeiter des Bundesamtes für Verfassungsschutz öffentliche Informationsveranstaltungen beobachteter Organisationen.

### Nachrichtendienstliche Mittel
Das BfV darf gemäß § 8 BVerfSchG sog. nachrichtendienstliche Mittel einsetzen. So werden zum Beispiel durch das BfV Informationen von V-Personen gewonnen, die sich in extremistischen oder terroristischen Kreisen bewegen. Diese waren z. B. bei der NPD aktiv, woran letztlich das erste NPD-Verbotsverfahren scheiterte, weil sie aus Gründen des Quellenschutzes nicht als Zeugen im Verbotsverfahren benannt werden konnten. Die Werbung von V-Personen im Rechtsextremismus gilt als einfacher, weil diese oft Geldprobleme haben, für wichtig gehalten werden wollen und dem Staat eher positiv gegenüberstehen. Linksextremisten sind demgegenüber ideologisch gefestigter und lehnen staatliche Institutionen ab.
Das BfV darf Observationen durchführen, heimliche Bild- und Tonaufzeichnungen anfertigen und Tarnkennzeichen und Tarnpapiere nutzen.
Das BfV ist zudem zur Brief- und Telekommunikationsüberwachung (Aufzeichnung von Telefongesprächen, Internet- und sonstige Datenübertragungen, Mobilfunkzellenabfragen) ermächtigt. Bei der Durchführung dieser Aktionen ist es jedoch an das Gesetz zur Beschränkung des Brief-, Post- und Fernmeldegeheimnisses gebunden. Die Überwachung von sog. gebündelter Telekommunikation (etwa über Satellit oder in Internet-Knoten) ist gemäß § 5 G 10 dem Bundesnachrichtendienst vorbehalten.
BfV, BND und MAD führten im Jahr 2022 insgesamt 251 Maßnahmen im Bereich der individuellen Telekommunikationsüberwachung durch. Im ersten Halbjahr 2022 waren hiervon 14.480 Menschen betroffen, im zweiten Halbjahr 2022 waren es 8.888 Menschen. Im gesamten Jahr 2022 schieden 1.158 Personen bzw. Institutionen aus den Überwachungsmaßnahmen aus. Diese waren Teil von 195 Überwachungsverfahren, von denen 186 Überwachungsverfahren aus das BfV zurückgingen.
Das BfV nutzt virtuelle Agenten, die mit verschiedenen Profilen in sozialen Netzwerken versuchen, Informationen zu beschaffen und Gruppen zu infiltrieren.
In der Spionageabwehr werden alle nachrichtendienstlichen Mittel genutzt, darunter der Einsatz von Doppelagenten, die im BfV Countermen genannt werden, sowie verdeckte Mitarbeiter nach § 9a BVerfSchG, die behördenintern auch Undercover Agents (UCA) genannt werden.

#### Online-Durchsuchungen
Die Behörde macht gegenüber der Öffentlichkeit keine Angaben zur Praxis der Online-Durchsuchungen. Ob grundsätzlich Online-Durchsuchungen durch Behörden zulässig sind, ist umstritten. Veröffentlichungen des Chaos Computer Clubs im Oktober 2011 berichteten über Mängel polizeilich und nachrichtendienstlich eingesetzter Software zur Quellen-Telekommunikationsüberwachung und lösten die sog. Staatstrojaner-Affäre aus.

#### Zusammenarbeit mit anderen Nachrichtendiensten
Das Bundesamt arbeitet mit inländischen und ausländischen Nachrichtendiensten zusammen.
Dabei kam es in mindestens einem Fall vor, dass der Verfassungsschutz sich für die Enttarnung eines US-Spions um Mithilfe an US-Behörden gewandt hat. Es handelte sich um einen Spion der US-Geheimdienstbehörde NSA, der den NSA-Untersuchungsausschuss ausspionierte.

#### Informations- und Kommunikationsplattformen
Das Bundesamt ist am Gemeinsamen Terrorismusabwehrzentrum (GTAZ), am Gemeinsamen Internetzentrum (GIZ), am Gemeinsamen Extremismus- und Terrorismusabwehrzentrum (GETZ), am Gemeinsamen Analyse- und Strategiezentrum illegale Migration (GASIM) und am Nationalen Cyber-Abwehrzentrum beteiligt.

## Rechtsgrundlage und Kontrolle
Zentrale Rechtsgrundlage der Tätigkeit des BfV ist das Gesetz über die Zusammenarbeit des Bundes und der Länder in Angelegenheiten des Verfassungsschutzes und über das Bundesamt für Verfassungsschutz (Bundesverfassungsschutzgesetz, BVerfSchG) von 1950 in seiner jeweils gültigen Fassung.

### Kontrolle und Aufsicht
Das BfV unterliegt grundsätzlich denselben parlamentarischen, exekutiven und behördlichen, gerichtlichen, sonstigen staatlichen und öffentlichen Kontrollen wie die anderen beiden Nachrichtendienste des Bundes, BND und MAD. Die Kontrolle ausübende Organisationen sind unter anderem das Parlamentarische Kontrollgremium, das Vertrauensgremium und der Bundesbeauftragte für den Datenschutz und die Informationsfreiheit.
Das Bundesministerium des Innern und für Heimat informiert die Öffentlichkeit über Bestrebungen und Tätigkeiten im Aufgabenbereich des BfV einmal jährlich im Verfassungsschutzbericht insbesondere zu aktuellen Entwicklungen und gibt dort auch die Gesamtzahl der Bediensteten an (§ 16 Abs. 2 BVerfSchG).
Im Bundesministerium des Innern und für Heimat übt die Abteilung Öffentliche Sicherheit (ÖS) die Rechts- und Fachaufsicht über das BfV aus.

### Vom Staat unabhängige Beobachter
Besonders in den 1980er Jahren gab es bundesweit Gruppen wie die Initiative „Bürger beobachten die Polizei“, die die Aktivitäten des Verfassungsschutzes kritisch begleiteten. In der Humanistischen Union und in vielen (links-)liberalen und linken Organisationen ist der Verfassungsschutz seit langem eines der zentralen Themen, wenn es um die Fragen nach einer offenen und demokratischen Gesellschaft geht. Dazu zählt das „Komitee für Grundrechte und Demokratie“ und andere Menschenrechtsorganisationen. Das Magazin Bürgerrechte & Polizei/CILIP berichtet seit dieser Zeit regelmäßig über Problematiken, die mit dem Verfassungsschutz verbunden sind.
Zu einem Skandal kam es 1991, als in der Berliner Autonomen-Szene der Verfassungsschutzbericht bereits vor seiner offiziellen Veröffentlichung auf Plenen und im autonomen Wochenblatt „interim“ vorgestellt und diskutiert wurde. So genannte „Ansprechversuche“ seitens des Verfassungsschutzes wurden publik gemacht. Die Diskussionen um die „Militanz“ wurden dabei vor dem Hintergrund der Verfassungsschutzaktivitäten geführt, dessen Aktionen, wie die Bereitstellung einer Bombe für die Gruppe „Tupamaros West-Berlin“ für einen (gescheiterten) Anschlag auf das Jüdische Gemeindehaus in Berlin 1968, auch Anlass zur grundsätzlichen Ablehnung politischer Gewalt waren. Im Fall „Celler Loch“ wurde festgestellt, dass der Verfassungsschutz zugleich Auftraggeber und Drahtzieher sowie Sprengstoff-Lieferant für die Sprengung eines Loches in die Außenmauer der JVA Celle in Niedersachsen war, um mit entsprechender Legendierung einen Lockspitzel in eine bis dahin nicht ausreichend überwachte Häftlingsgruppierung einzuschleusen.

## Organisation

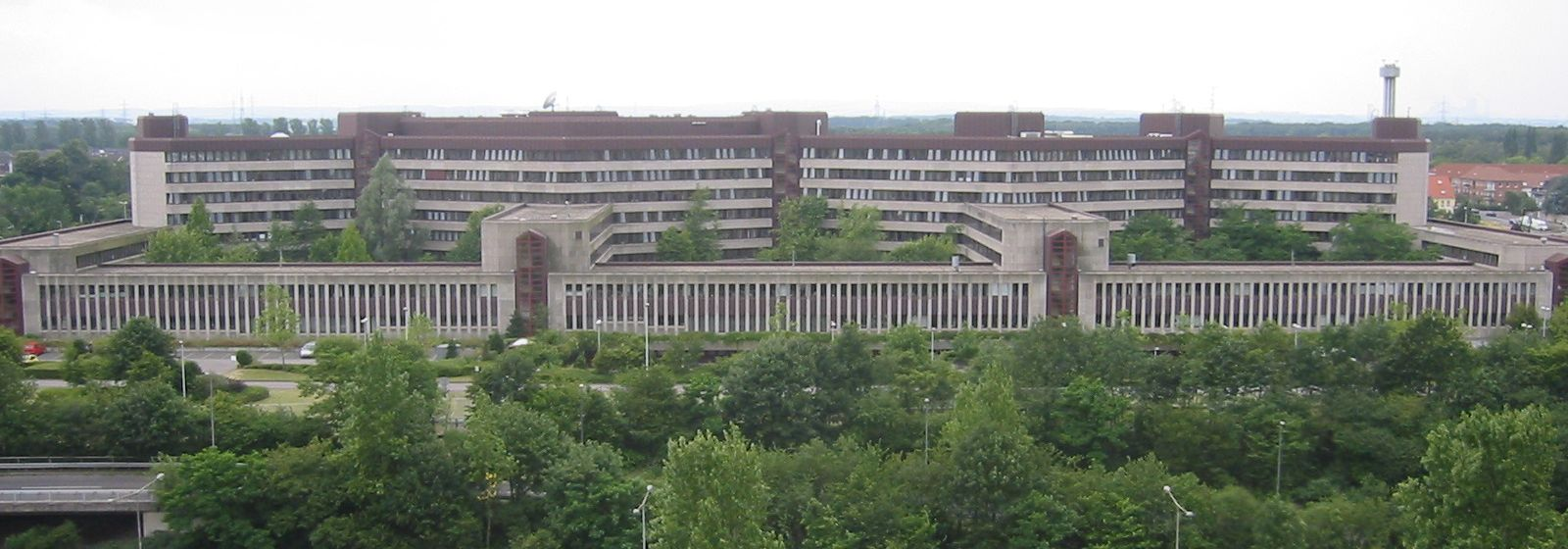
Bundesamt für Verfassungsschutz in Köln

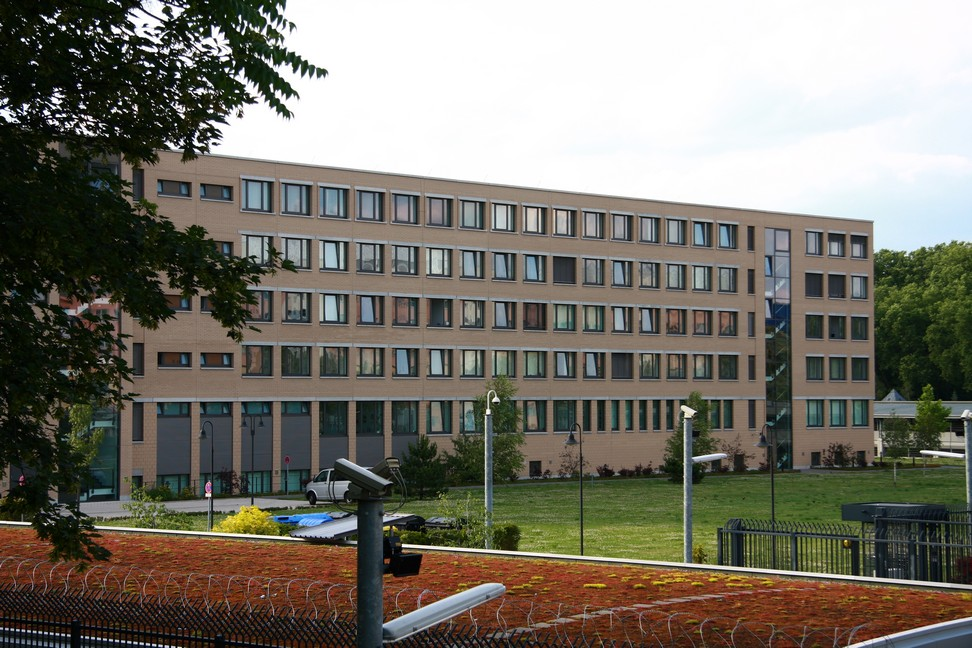
Der Neubau auf dem Kasernengelände Am Treptower Park in Berlin

Die Leitungsebene des BfV besteht aus der Amtsleitung, dem „Chief Technology Officer“ und dem Präsidialbereich. Darunter gliedert sich die Behörde in zwölf Abteilungen, die Akademie für Verfassungsschutz:
- Abteilung Z – Zentrale Dienste
- Abteilung TA – Technische Analyseunterstützung und Datengewinnung
- Abteilung TX – Technische Infrastruktur, Basis- und Querschnittsverfahren
- Abteilung S – Interne Sicherheit, Geheim- und Sabotageschutz, Revisionen
- Abteilung O – Observation und operative Unterstützung
- Abteilung 1 – Fachunterstützung
- Abteilung 2 – Rechtsextremismus/-terrorismus
- Abteilung 3 – Maßnahmen nach Art. 10 GG
- Abteilung 4 – Cyber- und Spionageabwehr
- Abteilung 5 – Auslandsbezogener Extremismus und Linksextremismus/-terrorismus
- Abteilung 6 – Islamismus und islamistischer Terrorismus
- AfV – Akademie für Verfassungsschutz

Die Amtsleitung besteht aus dem Präsidenten des Bundesamts für Verfassungsschutz und den beiden Vizepräsidenten. Die Position Präsident des Bundesamts für Verfassungsschutz (bis 2024 Thomas Haldenwang) ist derzeit vakant. Solange führen die beiden Vizepräsidenten die Behörde. Seit dem 21. Januar 2019 ist Sinan Selen Vizepräsident für operative Aufgaben; und seit dem 14. Juni 2023 ist Silke Willems Vizepräsidentin für fachunterstützende und zentrale Aufgaben.

## Personal

### Bekannte Mitarbeiter
- Andreas von Amburger, in den 1950er Jahren beim BfV in Hamburg tätig
- Friedrich Karl Bauer, in den 1950er Jahren beim BfV in Hannover tätig
- Friedrich Ernst Berghoff, in den 1960er Jahren im Bereich Öffentlichkeitsarbeit tätig
- Thomas Bönders, 2006 bis zum 31. Oktober 2019 Präsident der Hochschule des Bundes für öffentliche Verwaltung, davor verschiedene Funktionen im BfV und Bundesverwaltungsamt[54]
- Hermann Borgs-Maciejewski, von 1980 bis 1990 Direktor und Abteilungsleiter, danach Richter am Bundesverwaltungsgericht
- Jürgen Brandt, 1950 bis 1953 Mitarbeiter des BfV, 1978 bis 1983 Generalinspekteur der Bundeswehr
- Rita Breuer, Referatsleiterin in der Abteilung 6 (Islamismus und islamistischer Terrorismus) des BfV, Autorin von Broschüren des BMI
- Dinchen Franziska Büddesfeld, war als Abteilungsleiterin im Bundesamt für Verfassungsschutz für den G20-Gipfel in Hamburg 2017 verantwortlich[55]
- Bernadette Droste, Verfasserin des Handbuchs für Verfassungsschutzrecht, 1990–1995 im BfV als Referentin in der Abteilung Rechtsextremismus, Datenschutzbeauftragte im BfV und Leiterin des Stabsbereiches des Präsidenten[56]
- Alexander Eisvogel, Leiter der Abteilung 6 des BfV von 2004 bis 2006, Präsident des LfV Hessen von 2006 bis 2010, Vizepräsident des BfV vom Mai 2010 bis Juli 2013
- Hans-Georg Engelke, 2006 bis 2010 Abteilungsleiter 6 Islamistischer Terrorismus
- Burkhard Even, bis 2019 Abteilungsleiter Spionageabwehr
- Michael Fischer, von 2001 bis 2007 im BfV, danach Leiter Verfassungsschutz Berlin
- Ralf Frauenrath, Leiter der Abteilung Akademie für Verfassungsschutz im BfV[57]
- Klaus-Dieter Fritsche, Vizepräsident des BfV von 1996 bis 2005
- Artur Hertwig, Leiter der Abteilung 2 bis 2012, damals zuständig für Rechts- und Linksextremismus[58]
- Richard Gerken, von 1957 bis 1964 Leiter der Abteilung Spionageabwehr
- Gustav Halswick, ab 1957 hauptamtlich im BfV tätig
- Rudolf von Hoegen, von 1976 bis 1983 Leiter mehrerer Abteilungen, später Präsident des MAD
- Rudolf van Hüllen, wissenschaftlicher Mitarbeiter der Abteilung 2 (Deutscher Links-/Rechtsextremismus, -terrorismus) des BfV
- Norbert Klusak, Abteilungsleiter im BfV, danach Vizepräsident des BND
- Stefan Kestler, Mitarbeiter im Bereich Extremismus
- Wilhelm Ludwig, ehemaliger Abteilungsleiter Geheimschutz
- Dirk Menden, Abteilungsleiter im BfV, war als Nachfolger von Hans-Georg Maaßen als BfV-Präsident im Gespräch[59]
- Paul Mischke, hauptamtlicher Mitarbeiter in den 1950er und 1960er Jahren
- Michael Niemeier, vom 21. Januar 2020 bis 14. Juni 2022 Vizepräsident des BfV[60]
- Paul Opitz, bis 1961 im BfV tätig
- Werner Pätsch, Mitarbeiter bis 1963, der die Verletzung von Post- und Fernmeldegeheimnis durch deutsche, amerikanische und britische Geheimdienste sowie die Beschäftigung ehemaliger Nazis aufdeckte
- Maik Pawlowsky, 2022 Abteilungsleiter 4 (Spionageabwehr)[61]
- Armin Pfahl-Traughber, Autor zahlreicher Zeitschriften, seit 1994 beim Bundesamt für Verfassungsschutz, Abt. Rechtsextremismus, zunächst als Referent, später zum Referatsleiter befördert, danach Professor an der Hochschule des Bundes für öffentliche Verwaltung, Fachbereich Nachrichtendienste, Abteilung Verfassungsschutz[62]
- Tânia Puschnerat, Autorin im Jahrbuch Extremismus & Demokratie, Referatsleiterin in der Abteilung 6 Islamismus/Islamistischer Terrorismus des BfV, Privatdozentin an der Ruhr-Universität Bochum
- Joachim Seeger, Abteilungsleiter Rechtsextremismus, zuvor Linksextremismus[63][64]
- Ferdinand von Senger und Etterlin, in den 1950er Jahren im BfV tätig, später General der Bundeswehr
- Thomas Sippel, Jurist, bis 2012 Präsident des Thüringer Verfassungsschutzes als Nachfolger von Helmut Roewer, 1987–2000 BfV
- Ernst Stehl, Vizepräsident des BfV von April 2016 bis Dezember 2018[65]
- Johannes Strübing, von 1957 bis 1964 im BfV tätig
- Martin Thein, Mitarbeiter des BfV und Autor im Bereich Fankultur
- Heiner Wegesin, von 1988 bis 1994 im BfV tätig
- Erich Wenger, arbeitet ab 1956 im BfV

### Überläufer
- Hansjoachim Tiedge war ab 1979 für die Spionageabwehr gegen die Deutsche Demokratische Republik (DDR) zuständig und lief am 19. August 1985 in diese über.
- Klaus Kuron arbeitete ab 1981 für das Ministerium für Staatssicherheit und stellte sich nach der Deutschen Wiedervereinigung im Oktober 1990

### Bekannte V-Leute
- Peter Weinmann, 1994 wegen Spionage für die DDR verurteilt

### Rekrutierung und Ausbildung
Das BfV beschäftigt Beamte und Arbeitnehmer im öffentlichen Dienst. Die Laufbahnen für die Beamten gliedern sich wie im übrigen Bundesdienst in den einfachen, mittleren, gehobenen und höheren Dienst.
Das BfV veröffentlicht Stellenangebote auf seiner Homepage, schaltet Werbeanzeigen und ist auf Jobmessen präsent. Es bietet Direkteinstiege für unterschiedliche Qualifikationsebenen an, wie auch Laufbahnausbildungen im mittleren und gehobenen Dienst. Referendariats- und Praktikumsstellen werden aus Sicherheitserwägungen nicht angeboten. Im Gegensatz zum BND führt das BfV keine Laufbahnausbildungen für Beamte des technischen Dienstes durch. Es besteht jedoch eine Studienförderung für Bachelor-Studiengänge in Informatik. Zudem entsendet das BfV Anwärter in den Studiengang Verwaltungsinformatik, der von der Hochschule des Bundes für öffentliche Verwaltung (HS Bund) durchgeführt wird.
Das BfV zahlt, wie alle Nachrichtendienste des Bundes, eine monatliche „Zulage für Beamte und Soldaten bei den Nachrichtendiensten“ in Höhe von 150 Euro für Beamte der Besoldungsgruppen A 2 bis A 5, 200 Euro für Beamte der Besoldungsgruppen A 6 bis A 9, 250 Euro für Beamte der Besoldungsgruppen A 10 bis A 13 und 300 Euro für Beamte der Besoldungsgruppen A 14 und höher.
Gemäß § 10 SÜG ist für Mitarbeiter des BfV vor Beginn der Tätigkeit einer erweiterten Sicherheitsüberprüfung mit Sicherheitsermittlungen (Ü3) durchzuführen.

#### Ausbildung im mittleren Dienst
Die Laufbahnausbildung (Vorbereitungsdienst) für den mittleren Dienst im BfV dauert zwei Jahre. Sie richtet sich nach der „Verordnung über den Vorbereitungsdienst für den mittleren Dienst im Bundesnachrichtendienst und den mittleren Dienst im Verfassungsschutz des Bundes“ (MDBNDVerfSchVDV). Die Ausbildung vermittelt die fachtheoretischen Kenntnisse und Methoden sowie die berufspraktischen Kenntnisse und Fähigkeiten, die für die Erfüllung der Aufgaben im mittleren Dienst im Verfassungsschutz des Bundes erforderlich sind. Darüber hinaus soll die Ausbildung die Anwärter zu verantwortlichem Handeln im freiheitlichen, demokratischen und sozialen Rechtsstaat befähigen. Hierzu gehört die Fähigkeit, Gefahrenpotentiale für die Sicherheit der Bundesrepublik Deutschland im nationalen und internationalen Kontext zu erkennen und einzuordnen.
Voraussetzung für die Laufbahnausbildung ist ein Realschulabschluss oder ein Hauptschulabschluss mit abgeschlossener Berufsausbildung sowie die deutsche Staatsangehörigkeit. Zudem ist ein Auswahlverfahren zu durchlaufen, welches aus einem schriftlichen und mündlichen Teil besteht.
Die Ausbildung besteht aus je einem Grund-, Aufbau- und Abschlusslehrgang am Zentrum für Nachrichtendienstliche Aus- und Fortbildung (ZNAF) in Berlin (insgesamt zehn Monate) sowie Lehrgängen an der Akademie für Verfassungsschutz (AfV) in Heimerzheim (insgesamt drei Monate) und Praktika im BfV (insgesamt 11 Monate). Die Lehrgebiete der fachtheoretischen Ausbildung sind operative Beschaffung und Observation, operative Informationsanalyse, Staats- und Verfassungsrecht, Strafrecht, Gesetze über die Nachrichtendienste und weitere Gesetze mit nachrichtendienstlichem Bezug, internationale Politik und Formen des politischen Extremismus, Sicherheitsfelder mit nachrichtendienstlichem Bezug, insbesondere Eigensicherung, Geheimschutz und Spionageabwehr, Nachrichtendienstpsychologie, fremdsprachliche Ausbildung sowie Haushalts-, Kassen- und Rechnungswesen. Nach dem Grundlehrgang ist eine Zwischenprüfung abzulegen. Am Ende der Ausbildung steht die Laufbahnprüfung, welche aus fünf Klausuren à 180 Minuten und einer mündlichen Abschlussprüfung besteht.
Auszubildende sind während der Ausbildung Beamte auf Widerruf und führen die Dienstbezeichnung „Regierungssekretäranwärter“. Nach erfolgreichem Abschluss erfolgt die Ernennung zum Beamten auf Probe als Regierungssekretär sowie die Verwendung als Bürosachbearbeiter. Mögliche Einsatzbereiche sind die operative Informationsanalyse, die operative Informationsbeschaffung (u. a. in der Observation), die Verwaltung sowie Querschnittsbereiche des Nachrichtendienstes.
Seit 1. August 2020 erhalten Regierungssekretäranwärter einen monatlichen Anwärtergrundbetrag von 1268,99 Euro brutto zzgl. 126,90 Euro Anwärtererhöhungsbetrag (entspricht einer Nachrichtendienstzulage für Anwärter).

#### Ausbildung zum gehobenen Dienst
Die Laufbahnausbildung (Vorbereitungsdienst) für den gehobenen Dienst im BfV dauert drei Jahre. Sie richtet sich nach der „Verordnung über den Vorbereitungsdienst für den gehobenen Dienst im Bundesnachrichtendienst und den gehobenen Dienst im Verfassungsschutz des Bundes“ (GDBNDVerfSchVDV). Der Vorbereitungsdienst wird in Form eines Diplomstudiengangs „Gehobener nichttechnischer Dienst in den Nachrichtendiensten des Bundes“ in der Fachrichtung Verfassungsschutz an der HS Bund durchgeführt. Dort besteht ein Fachbereich Nachrichtendienste. Das Studium vermittelt in enger Verbindung von Wissenschaft und Praxis die wissenschaftlichen Methoden und Kenntnisse sowie die berufspraktischen Fähigkeiten und Kenntnisse, die für die Erfüllung der Aufgaben im gehobenen Dienst im Verfassungsschutz des Bundes erforderlich sind. Darüber hinaus legt es die Grundlage für eine behördenübergreifende Wissens- und Methodenbasis. Das Studium soll die Zusammenarbeit der Nachrichtendienste fördern und zur Standardisierung der nachrichtendienstlichen Arbeit beitragen. Ferner soll das Studium die Studenten zu verantwortlichem Handeln im freiheitlichen, demokratischen und sozialen Rechtsstaat befähigen. Hierzu gehört die Fähigkeit, Gefahrenpotentiale für die Sicherheit der Bundesrepublik Deutschland im nationalen und internationalen Kontext zu erkennen und einzuordnen.
Voraussetzung für die Laufbahnausbildung ist ein Abitur oder Fachhochschulreife mit einer Durchschnittsnote von mindestens 2,5 sowie die deutsche Staatsangehörigkeit. Zudem ist ein Auswahlverfahren zu durchlaufen, welches aus einem schriftlichen und mündlichen Teil besteht.
Das Studium besteht aus einem sechsmonatigen Grundstudium an der HS Bund in Brühl, insgesamt zwölf Monate Hauptstudium I und II am ZNAF in Berlin, neun Wochen Lehrgänge an der AfV sowie insgesamt 11 Monaten Praktika im BfV und einem dreimonatigen Praktikum in einem LfV. Im Grundstudium werden rechtliche, staatsrechtliche, politische, betriebs-, volks- und finanzwirtschaftliche und sozialwissenschaftliche Grundlagen des Verwaltungshandelns vermittelt sowie Organisation und Informationsverarbeitung. Themen des Hauptstudiums sind operative Beschaffung und Observation, nachrichtendienstliche Informationsauswertung, Staats-, Verwaltungs-, Straf-, Völker- und Europarecht, internationale Politik und politische Ideengeschichte sowie Formen des politischen Extremismus, innere Sicherheit, Geheimschutz und Spionageabwehr, Nachrichtendienstpsychologie, fremdsprachliche Ausbildung sowie nachrichtendienstlich relevante Themen aus Wirtschaft und Technologie.
Das Grundstudium schließt mit einer Zwischenprüfung ab. Während des Vorbereitungsdienstes ist eine Diplomarbeit anzufertigen. Einzelne Abschluss-/Seminararbeiten von Nachwuchsbeamten des Verfassungsschutzes werden in der Schriftenreihe Beiträge zur inneren Sicherheit der HS Bund oder auf der BfV-Homepage veröffentlicht. Am Ende der Ausbildung steht die Laufbahnprüfung, welche aus sechs Klausuren à 240 Minuten und einer mündlichen Abschlussprüfung besteht.
Die Studierenden sind während des Vorbereitungsdienstes Beamte auf Widerruf und führen die Dienstbezeichnung „Regierungsinspektoranwärter“. Nach erfolgreichem Abschluss erfolgt die Ernennung zum Beamten auf Probe als Regierungsinspektor sowie die Verwendung als Sachbearbeiter. Mögliche Einsatzbereiche sind die operative Informationsanalyse, die operative Informationsbeschaffung, die Verwaltung sowie Querschnittsbereiche des Nachrichtendienstes.
Seit 1. April 2020 erhalten Regierungsinspektoranwärter 1557,54 Euro brutto zzgl. 155,75 Euro Anwärtererhöhungsbetrag im Monat.

#### Höherer Dienst
Das BfV bietet vor allem Volljuristen einen Einstieg im höheren nichttechnischen Verwaltungsdienst als Nachwuchsführungskraft mit einer unmittelbaren Einstellung in ein Beamtenverhältnis und Ernennung zum Regierungsrat (BBesO A 13). Im Rahmen eines Traineeprogramms werden verschiedene Abteilungen durchlaufen. Im höheren nichttechnischen Verwaltungsdienst sowie als vergleichbar eingruppierter Tarifbeschäftigter mit der grundsätzlichen Möglichkeit der späteren Verbeamtung besteht weiterhin regelmäßig Bedarf an Fremdsprachlern (insbesondere Arabisch, Türkisch, Persisch, Chinesisch, Russisch, Hindi), Absolventen von MINT-Studiengängen, an Politik-, Geschichts-, Islam- und Betriebswissenschaftlern sowie an Soziologen.

### Personalentwicklung
2022 waren 23 Prozent der Dienstposten unbesetzt, unter anderem wegen der langwierigen Sicherheitsüberprüfung sowie reservierten Dienstposten für Mitarbeiter, die sich in Elternzeit oder im Studium befinden. Bezogen auf den Personalbestand 2021 ergibt das einen Dienstpostenumfang von etwa 5500. 2022 lag der Frauenanteil bei rund 40 Prozent.
Personalentwicklung bis 1999
Personalentwicklung seit 2000

### Etat
Die Ausgaben des BfV sind seit 2025 gemäß Art. 109 GG von der Schuldenbremse ausgenommen. Der Regierungsentwurf für den Bundeshaushalt 2026 sieht einen Zuschuss für das Bundesamt für Verfassungsschutz in Höhe von 686 Million Euro vor. Dies entspricht einer Steigerung von 36 Prozent zum Ist-Zuschuss 2024; jedoch sind für den BND um den Faktor 2,2 höhere Ausgaben geplant.
Der Zuschuss aus dem Bundeshaushalt 2024 betrug 504.339.688 Euro (Ist-Wert) und 468.737.972 Euro im Jahr 2023 (Ist-Wert). und 440.323.972 Euro 2022.:S. 17 Für das Jahr 2021 waren 476.451.000 Euro und 467.190.000 Euro für das Jahr 2020 im Bundeshaushalt angesetzt (Soll-Werte). Tatsächlich betrugen die Ausgaben jedoch nur 422.511.010 Euro im Jahr 2021 und 416.035.520 Euro im Jahr 2020 (Ist-Werte). Bei einem Budgetanstieg von 1,56 Prozent konnten 2021 knapp 56 Mio. Euro zugewiesene Mittel nicht abgerufen werden.:S. 17
Der Zuschuss aus dem Bundeshaushalt (Ist-Wert) betrug 399.114.450 Euro im Jahr 2019 nach 345.879.829 Euro im Jahr 2018 und 306.918.024 Euro im Jahr 2017.
Etatentwicklung seit 2000

## Aussteigerprogramme
Für Aussteigewillige aus dem Rechtsextremismus und dem Linksextremismus existiert jeweils ein Aussteigerprogramm, in dem Experten des BfV Aussteigewillige beraten und betreuen.

## Öffentliche Wahrnehmung

### Abhöraffäre 1963
1963 deckte der Mitarbeiter des Verfassungsschutzes Werner Pätsch die Verletzung von Post- und Fernmeldegeheimnis durch den Verfassungsschutz in Zusammenarbeit mit amerikanischen und britischen Geheimdiensten auf sowie die Beschäftigung ehemaliger Nationalsozialisten. Es kam zu einer gerichtlichen Auseinandersetzung um das Aufdecken von Staatsgeheimnissen, in deren Folge das Öffentlichmachen von illegalen Aktivitäten juristisch gestärkt wurde.

### Lauschaffäre Traube
1976 begann ein mehrmonatiger „Lauschangriff“ auf den des RAF-Terrorismus verdächtigten ehemaligen Atom-Manager Klaus Traube, der in der Öffentlichkeit als „Lauschaffäre Traube“ bekannt wurde. Der Terrorismusverdacht erwies sich als falsch, der damals verantwortliche Innenminister Werner Maihofer musste zurücktreten.

### Der Fall Tatjana Wolfhart
1992 war das Bundesamt für Verfassungsschutz mitverantwortlich für die Entlassung von Tatjana Wolfhart. Wolfharts Arbeitgeber kündigte der durch das BfV als Sicherheitsrisiko eingestuften Presseassistentin des Anlagenbaukonzerns Lurgi auf Grund ihrer Kontakte zu zwei ehemaligen RAF-Terroristen.

### Weitergabe von privaten Informationen an politische Gegner
Der ehemalige Präsident des Verfassungsschutzes, Eckart Werthebach, gab 1991 private Informationen über Thilo Weichert, einen Spezialisten für Datenschutz, an die FDP-Abgeordnete Rosemarie Fuchs weiter, als dieser sich für das Amt des brandenburgischen Datenschutzbeauftragten bewarb. Seine Kandidatur scheiterte daraufhin.

### NPD-Verbotsverfahren
Ebenso machte das BfV im Rahmen des Verbotsverfahrens gegen die NPD von sich reden. Ein wesentlicher Grund, warum das Verbotsverfahren scheiterte, ist, dass das Bundesamt für Verfassungsschutz sich in Übereinstimmung mit dem verantwortlichen Innenminister Otto Schily weigerte, mitzuteilen, welche Parteiaktivitäten von der Partei selbst und welche vom Verfassungsschutz beziehungsweise durch in den Parteiapparat als Funktionäre eingeschleuste Vertrauenspersonen des Verfassungsschutzes initiiert wurden. Da das Bundesverfassungsgericht somit nicht beurteilen konnte, welche Handlungen der Partei originär zuzurechnen waren und für welche Aktivitäten indirekt der Verfassungsschutz mitverantwortlich war, lehnte es den Antrag auf Verbot der NPD ab.
Unwidersprochen blieb die Agenturmeldung der dpa, dass etwa jeder siebente Funktionsträger in der NPD-Leitungsebene vom Kölner Bundesamt finanziert wurde.

### Junge-Freiheit-Urteil
Junge-Freiheit-Urteil: Im Mai 2005 stellte das Bundesverfassungsgericht im Rechtsstreit zwischen der Wochenzeitung Junge Freiheit und dem Land Nordrhein-Westfalen fest, dass die Erwähnung des konkreten Presseorgans als rechtsextreme Publikation im entschiedenen Einzelfall im Verfassungsschutzbericht des Landes Nordrhein-Westfalen eine unzulässige Einschränkung der Pressefreiheit darstelle.

### Urteil zur Beobachtung der Partei „Die Republikaner“
Im April 2006 entschied das Oberverwaltungsgericht Berlin-Brandenburg, dass die Partei „Die Republikaner“ zu Unrecht in den Berliner Verfassungsschutzbericht aufgenommen wurde, nachdem im Dezember 1992 der Berliner Innensenator Weisung erteilt hatte, die Republikaner beobachten zu lassen.

### Urteil zur Beobachtung des Bürgerrechtlers Rolf Gössner
Aufgrund einer „Kontaktschuld“ wurde der Rechtsanwalt und Publizist Rolf Gössner 38 Jahre vom Bundesamt für Verfassungsschutz dauerüberwacht. Kurz vor der ersten mündlichen Verhandlung einer Klage auf Feststellung der Rechtswidrigkeit vor dem Verwaltungsgericht Köln teilte das Bundesamt für Verfassungsschutz überraschend mit, dass die Beobachtung „nach aktuell erfolgter Prüfung“ eingestellt worden sei. Mit der Klage sollte der Inlandsgeheimdienst verpflichtet werden, alle über ihn gesammelten Daten zu sperren und nach einer Einsichtnahme zu löschen.
Am 3. Februar 2011 urteilte das Verwaltungsgericht Köln, dass die andauernde Beobachtung von Anfang an rechtswidrig gewesen sei.

### Aktenschredder-Affäre
Kurz nach dem Bekanntwerden der Morde, Sprengstoffanschläge und Banküberfälle der rechtsextremen Terrorgruppe Nationalsozialistischer Untergrund wurden beim Verfassungsschutz potenziell relevante Akten zum Umfeld der Täter vernichtet, daraufhin trat der Präsident Heinz Fromm zurück. Fromm sagte vor dem Bundestags-Untersuchungsausschuss zum NSU aus, dass der Vorfall zu einem „schwerwiegenden Verfall für das Ansehen des BfV geführt“ habe, „dessen Folgen für die Funktionsfähigkeit des Amtes nicht vorhersehbar sind“. Er sei von seinen eigenen Mitarbeitern „hinters Licht geführt worden“ und schloss nicht aus, dass ein Referatsleiter etwas vertuschen wollte. Der sog. Lingen behauptete zeitnah: Die Akten sind vernichtet worden, weil auffiel, dass ihre Löschfristen überschritten waren. Im Oktober 2014 behauptete Lingen gegenüber der Bundesanwaltschaft, inzwischen (2016) in eine andere Bundesbehörde (Bundesverwaltungsamt) weggelobt, ihm sei damals „völlig klar“ gewesen, dass mit dem Auffliegen des NSU die Frage im Raum steht, „aus welchem Grunde die Verfassungsschutzbehörden über die terroristischen Aktivitäten der drei (sc. die zwei Männer und Zschäpe) eigentlich nicht informiert gewesen sind“, und das trotz der „seinerzeit in Thüringen vom BfV geführten Quellen mit acht, neun oder zehn Fällen“. So heißt es im Vernehmungsprotokoll, das der taz vorliegt. Mit der Vernichtung habe er gehofft, so Lingen, „dass dann die Frage, warum das BfV von nichts gewusst hat, vielleicht gar nicht auftaucht“. 2016 hat die Familie des ermordeten Kubaşık eine Strafanzeige gegen den sogenannten „Lingen“ wegen Strafvereitelung gestellt.
Dabei sollen insgesamt sieben Operativakten in zwei Schritten im Abstand von zwei Tagen vernichtet worden sein. Der größte Teil der sieben Akten zur Operation Rennsteig wurde am 11. November 2011 geschreddert, ein kleiner Teil nach Angaben von Sebastian Edathy erst zwei Tage später, nachdem die Behördenleitung zunächst einen Stopp verfügt hatte.
Der Vorsitzende der Türkischen Gemeinde Kenan Kolat äußerte sich:

„Die Verfassungsschutzämter führen ein Eigenleben, […] Hier wird getrickst, getäuscht und vertuscht. […] Wer Akten schreddere, wolle etwas verbergen“

Nach den Ermittlungsfehlern kündigte Bundesinnenminister Hans-Peter Friedrich Anfang Juli 2012 einen grundlegenden Umbau des Verfassungsschutzes an. Dabei schloss er eine Verringerung der bisher 16 Landesämter für Verfassungsschutz nicht aus und sprach von einer möglichen Ausweitung der Befugnisse des Generalbundesanwalts.
Die Familien der Mordopfer erstatteten Strafanzeige gegen den Verfassungsschutz mit dem Vorwurf der Strafvereitelung im Amt.

„Das ARD-Magazin Report Mainz hat 50 V-Leute aus der Neonazi-Szene identifiziert und deren Wirken analysiert […]: Fast jeder Vierte war demnach während seiner Tätigkeit für die Sicherheitsbehörden an Straftaten beteiligt.“

Es gibt eine zeitliche Überschneidung bei zwei Fahrzeuganmietungen in Zwickau durch den V-Mann mit dem Decknamen „Primus“ und zwei NSU-Morden in Nürnberg und München. In einer Befragung durch Beamte des Bundeskriminalamts gab der V-Mann an, nichts davon zu wissen. Der erste Thüringer NSU-Untersuchungsausschuss wirft den Verfassungsschutzämtern „mittelbare Unterstützung“ und „Begünstigung“ rechtsextremer Strukturen vor. Der Beamte, der die NSU-Akten schreddern ließ (Deckname „Lothar Lingen“), zählte zu den Mitgliedern der Sonderkommission zur Aufklärung des „Themenkomplex NSU“, offiziell veranlasste er diese als Referatsleiter in der Linienarbeit der Abteilung 2 des BfV und nicht als Kommissionsmitglied. Seit 2005 lag dem BfV eine Daten-DVD mit dem NSU-Kürzel vor. Das Bundesamt hatte jedoch immer beteuert, nie substanzielle Informationen über das Terrortrio gehabt zu haben.

### Die Linke
Von den 53 Mitgliedern der Bundestagsfraktion der Partei Die Linke wurden während der 16. Legislaturperiode 27 durch das Bundesamt für Verfassungsschutz beobachtet. Auf Beschwerde des Abgeordneten Bodo Ramelow urteilte das Bundesverfassungsgericht in Karlsruhe am 17. September 2013, dass die Überwachung von Ramelow gegen das Grundgesetz verstoße und einzustellen sei, da die Überwachung nur an seiner Parteimitgliedschaft festgemacht wurde und er selbst nicht verdächtig sei, „Bestrebungen gegen die freiheitliche demokratische Grundordnung zu verfolgen“.

### Alternative für Deutschland
Das Bundesamt für Verfassungsschutz stuft die Gesamtpartei Alternative für Deutschland (AfD) als Verdachtsfall ein, was eine Beobachtung mit nachrichtendienstlichen Mitteln ermöglicht. Ein Eilantrag der AfD gegen diese in der Presse bekanntgewordene, aber nicht offiziell bestätigte Einstufung hatte im März 2021 zunächst Erfolg – auch vor dem Hintergrund der Chancengleichheit bei der Bundestagswahl 2021. Am 8. März 2022 bestätigte das Verwaltungsgericht Köln jedoch, das BfV dürfe die AfD als Verdachtsfall führen. Am 2. Mai 2025 stufte das BfV die AfD als Partei mit gesichert rechtsextremistischen Bestrebungen ein. Wie auch 2021, reichte die AfD vor dem Verwaltungsgericht Köln Klage gegen diese Einstufung ein. Das BfV hat daraufhin eine "Stillhaltezusage" abgegeben, das heißt, dass das BfV bis zu einer Gerichtsentscheidung die AfD offiziell nicht als extremistisch führt, sondern vorerst wieder nur als Verdachtsfall. Eine solche Stillhaltezusage bedeutet allerdings nicht, dass das BfV seine Meinung geändert hat und ist auch kein Eingeständnis, etwas falsch gemacht zu haben. Dies dient lediglich dazu, die gravierenden Folgen, welche eine Einstufung als "gesichert rechtsextremistisch" hat, bis zu der Entscheidung des Gerichts im Eilverfahren zurückzuhalten.

## Kritik am Verfassungsschutz

### Dietrich Murswiek
Ein wichtiger Kritiker der Verfassungsschutzpraxis ist der Staatsrechtler Dietrich Murswiek. In verschiedenen Publikationen setzte er sich mit der Problematik des Grundrechtseingriffs durch Verfassungsschützer auseinander. Zuletzt hatte er sich im Dezember 2006 auf einer Tagung zum Thema „Islam und Verfassungsschutz“ zu diesem Themenkomplex geäußert und die Praxis der Verfassungsschutzberichte erneut kritisiert. Murswieks Kritik richtet sich dabei vor allem gegen die „Verdachtsberichterstattung“:
„In den meisten Verfassungsschutzberichten wird nicht nur über erwiesene Verfassungsfeinde berichtet, sondern auch über solche Organisationen, die von der Verfassungsschutzbehörde lediglich verdächtigt werden, verfassungsfeindliche Bestrebungen zu verfolgen. Diese Praxis ist rechtswidrig. Sie findet in den Verfassungsschutzgesetzen keine Grundlage und verstößt zudem gegen das Grundgesetz.“
Voraussetzung für die Berichterstattung im Verfassungsschutzbericht sei laut den Verfassungsschutzgesetzen, dass es sich bei den Organisationen, über die berichtet werde, um Organisationen handele, die tatsächlich extremistische Bestrebungen verfolgten und nicht solche, bei denen es nur tatsächliche Anhaltspunkte dafür gäbe, dass sie möglicherweise solche Bestrebungen verfolgen könnten. Tatsächlich habe das Oberverwaltungsgericht Berlin-Brandenburg deshalb für Berlin die Verdachtsberichterstattung verboten. Das Verwaltungsgericht Düsseldorf und das Oberverwaltungsgericht Münster sowie das Bundesverfassungsgericht erklärten sie dagegen für zulässig. Wenn man die Verdachtsberichterstattung aber für zulässig erachte, so muss laut Murswiek sichergestellt sein, dass in den Berichten die Unterscheidung von Fällen erwiesener Verfassungsfeindlichkeit und von Verdachtsfällen möglich sei. Zwar habe der Verfassungsschutzbericht des Bundes aus dem Junge-Freiheit-Urteil des Bundesverfassungsgerichts mittlerweile Konsequenzen gezogen, indem er seine Rubriken ausdrücklich als „Bestrebungen und Verdachtsfälle“ kennzeichne, die gegenwärtigen Verfassungsschutzberichte genügten aber auch unter diesem Aspekt nicht den Anforderungen des Grundgesetzes. Es dürfe in der amtlichen Berichterstattung im Sinne einer „negativen Sanktion“ keine „Herrschaft des Verdachts“ herrschen: „Die Verfassungsschutzgesetze sowie die vom Bundesverfassungsgericht für den Verfassungsschutz aufgestellten Kriterien lassen nicht zu, dass die Berichterstattung nur auf den Verdacht eines Verdachts gestützt wird.“

Für besonders problematisch hält Murswiek die Praxis der Verfassungsschutzberichte, „Kaskaden des Verdachts“ aufzubauen:
„Der Verfassungsschutz bekämpft also Organisationen, für die er lediglich Anhaltspunkte dafür hat, dass sie verfassungsfeindliche Bestrebungen verfolgen, genauso wie erwiesene Verfassungsfeinde, und er setzt sein Sanktionsinstrumentarium auch gegen diejenigen ein, die sich – weil sie den Verdacht nicht teilen – an der Ausgrenzung dieser des Extremismus lediglich verdächtigten Organisationen nicht beteiligen. Schon die erste Stufe – die Bekämpfung auf Verdacht hin – ist rechtsstaatswidrig. Die zweite Stufe, die Verdächtigung und Bekämpfung desjenigen, der den auf der ersten Stufe Verdächtigten nicht ausgrenzt, ist noch schlimmer. Konsequent weitergedacht, muss jetzt auch der auf der zweiten Stufe Verdächtigte ausgegrenzt werden, und wer das nicht tut, gilt wiederum als ausgrenzungsbedürftiger Extremist. So lassen sich Kaskaden des Verdachts konstruieren.“

### Rolf Gössner
Der selbst jahrzehntelang überwachte Bürgerrechtler Rolf Gössner hat die Methoden des Verfassungsschutzes mit denen der Stasi verglichen. Diese seien ähnlicher, „als viele Politiker das wahrhaben wollten“. Er hält deshalb die Bezeichnung als „Verfassungsschutz“ für verfälschend und spricht von „Geheimdienst“.
Gössner bezweifelt die Rechtsstaatlichkeit des sogenannten In-Camera-Verfahrens wegen weitgehender Geheimhaltungsbefugnisse des Verfassungsschutzes und damit einhergehend eingeschränkter Entscheidungsgrundlage der Tatgerichte. Zudem kritisiert er die Verschwendung von Steuergeldern für rechtswidrige Überwachungsmaßnahmen.

### Claus Leggewie und Horst Meier
Claus Leggewie und Horst Meier kritisierten die ursprüngliche Rolle des Verfassungsschutzes in der Bundesrepublik 2019 als überholt und schlugen vor, den Verfassungsschutz und entsprechende Landesbehörden innerhalb fünf Jahren abzuwickeln. An ihre Stelle solle eine größere Pluralität ermöglichender „Republikschutz“ treten, der keine Einschätzungen zu politischen Positionen treffen, sondern ausnahmslos zur Vereitelung politischer Gewalt dienen solle.

### Bündnis 90/Die Grünen
Im Jahr 2001 forderte der Bundestagsabgeordnete der Fraktion Bündnis 90/Die Grünen Hans-Christian Ströbele die Abschaffung des Verfassungsschutzes. Für eine derartige Auflösung sprach sich elf Jahre später auch der Fraktionsvorsitzende und ehemalige Bundesminister für Umwelt, Naturschutz und Reaktorsicherheit Jürgen Trittin aus.
Der Landesverband Niedersachsen der Partei Bündnis 90/Die Grünen hat im Oktober 2012 in ihrem Wahlprogramm festgeschrieben, den Verfassungsschutz auf Landesebene abschaffen zu wollen. Dies geschah, nachdem bekannt wurde, dass Jan Wienken, Vorstandsmitglied der Grünen Jugend Niedersachsen, vom Landesamt für Verfassungsschutz überwacht wurde. Daraufhin stellten mehr als 100 Mitglieder der Grünen Jugend Anfragen an den Verfassungsschutz, ob auch über sie beim Landesamt für Verfassungsschutz Akten geführt werden. Der Bundessprecher der Grünen Jugend, Karl Bär, forderte im September 2012 die Abschaffung des Verfassungsschutzes.
Die Bundestagsfraktion Bündnis 90/Die Grünen hatte im November 2012 beschlossen, die Verfassungsschutzämter abschaffen zu wollen. Ein wesentlicher Kritikpunkt ist der Mangel an Respekt der Verfassungsschutzbehörden gegenüber der Untersuchungsarbeit im Bundestag beziehungsweise in den Landtagen.
Die damalige Bundesvorsitzende der Partei Bündnis 90/Die Grünen, Claudia Roth, äußerte sich:

„Verfassungsschutzämter in Bund und Ländern haben sich zum blinden Fleck der Demokratie entwickelt.“

Angesichts der mutmaßlichen Verwicklungen des Verfassungsschutzes in die rechtsterroristische Mordserie des Nationalsozialistischen Untergrunds sagte Cem Özdemir, der neben Roth damals ebenfalls Bundesvorsitzender der Partei Bündnis 90/Die Grünen, in einem Interview mit dem Reutlinger Generalanzeiger, veröffentlicht in der Wochenend-Zeitung Sonntag Aktuell im April 2013:

„Am Ende brauchen wir eine neue Sicherheitsarchitektur, denn mit diesem Verfassungsschutz ist die Verfassung nicht zu schützen. Die dortigen Beamten sind bestenfalls überfordert, schlimmstenfalls haben sie selbst Ansichten, die es unmöglich machen, Rechtsradikalismus wirksam zu bekämpfen. Im Prinzip brauchen wir eine institutionelle Neugründung mit neuem Personal.“

Der Bundesvorsitzende der Partei Bündnis 90/Die Grünen, Robert Habeck, verlangte 2019, dass der Verfassungsschutz neu aufgestellt wird. Die letzten Jahre hätten gezeigt, dass es gerade im Bereich des Rechtsextremismus „erhebliche analytische Defizite“ gebe. Er äußerte sich:

„Wie inzwischen selbst Sicherheitsbehörden sagen, gibt es bei der Analyse und folglich der Bekämpfung von rechten Netzwerken große Defizite. (Rechte Netzwerke bildeten sich zunehmend im Internet.) Von dort greifen sie in die reale Welt über, schaffen den Nährboden für Straftaten und initiieren und verstärken sie.“

### Jugendorganisation der SPD (Jusos)
Der zum damaligen Zeitpunkt Vorsitzende der Arbeitsgemeinschaft der Jungsozialistinnen und Jungsozialisten in der SPD (Jusos) Sascha Vogt sprach sich im Jahr 2011 für eine Abschaffung des Verfassungsschutzes in Bund und Ländern aus. Die Jusos selbst fordern auf ihrem Internetauftritt: „Der Staat sollte ganz auf V-Leute verzichten und den Verfassungsschutz und seine Methoden massiv reformieren.“

### Die Linke
Viele Politiker der Partei Die Linke kritisieren die Beobachtung der Linksfraktion im Bundestag durch den Verfassungsschutz, dessen Abschaffung sie fordern. Während der von seiner Fraktion beantragten Aktuellen Stunde, die am 26. Januar 2012 in der 155. Bundestagssitzung stattfand, nannte ihr damaliger Fraktionschef im Bundestag, Gregor Gysi, das Bundesamt für Verfassungsschutz, den „Inlandsgeheimdienst“, wörtlich „ballaballa und ein[en] Pfeifenverein“. Bei dieser persönlichen Erklärung berief er sich auf die Tatsache, dass seit Jahren vom Rechtsterrorismus organisierte Morde (NSU) in Deutschland verübt werden und dieses Bundesamt nicht in der Lage ist, „einen einzigen Beitrag zu leisten, um sie zu verhindern, oder wenigstens […] darauf hinzuweisen, dass der Rechtsterrorismus dahintersteckt“, während 27 Abgeordnete der Linken die ganze Zeit beobachtet werden.
Laut Medienberichten soll ein Drittel der 76-köpfigen Linksfraktion überwacht werden. Der saarländische Linken-Abgeordnete Thomas Lutze und der hessische Linken-Abgeordnete Ulrich Wilken fordern die Abschaffung des Verfassungsschutzes.
Die Fraktion der Linken im Landtag von Nordrhein-Westfalen hat 2012 eine Broschüre mit dem Titel Außer Kontrolle: Wie der Verfassungsschutz die Verfassung bedroht erstellt. Darin wird die Verstrickung der Verfassungsschützer in die Terrorakte des Nationalsozialistischen Untergrundes (NSU) thematisiert.

### Bundesrechnungshof
Im Rahmen der Finanzkontrolle stellte der Bundesrechnungshof im Jahr 2022 fest, dass bei einer Stichprobe von 420 aus 119.000 Abrechnungsbelegen rund 20 Prozent formale Mängel aufwiesen. Zudem wurden die Kosten für Bewirtung mit einem ausländischen Nachrichtendienst kritisiert.

### Mathias Brodkorb
Als weiterer Kritiker gilt der frühere SPD-Politiker und Autor Mathias Brodkorb. Brodkorb veröffentlichte im März 2024 das Buch „Gesinnungspolizei im Rechtsstaat?“ in welchem er das Verhalten von Verfassungsschutzbehörden anhand von sechs Fallbeispielen aus dem linken und rechten Spektrum analysiert. Er befindet, dass in keiner anderen westlichen Demokratie eine solche Behörde zur Prüfung der politischen Gesinnung der Bürger existiere und diese nicht unabhängig, sondern weisungsgebunden sei.

## „Bundesservice Telekommunikation“
Im Dezember 2021 enttarnte Lilith Wittmann eine inoffizielle Außenstelle des Bundesamtes für Verfassungsschutz im Berliner Ortsteil Alt-Treptow. Die Liegenschaft war als Bundesservice Telekommunikation legendiert. Im Zuge der Enttarnung wurde darüber spekuliert, ob es sich beim Bundesservice Telekommunikation um eine echte, bislang unbekannte Bundesbehörde handelte. Gründe waren unter anderem Eintragungen in Behördenverzeichnissen. Regierungsvertreter äußerten sich ausweichend auf Fragen nach der vermeintlichen Behörde. In Alt-Treptow liegt auch die offizielle Berliner Außenstelle des BfV.

## Ausstellungen
- „Die braune Falle – Eine rechtsextremistische Karriere“ war eine Wanderausstellung des Bundesamtes für Verfassungsschutz.

## Dokumentationen
- Spitzel und Spione – Innenansichten aus dem Verfassungsschutz. Phoenix 2016.